# دانشگاه شهید مدنی آذربایجان
دانشگاه شهید مدنی آذربایجان با نام سابق دانشگاه تربیت‌معلم تبریز، یکی از دانشگاه‌های مادر و جامع وزارت علوم، تحقیقات و فناوری بوده که پس از دانشگاه تبریز، دومین دانشگاه بزرگ و جامع استان آذربایجان شرقی است و در رشته‌های گوناگون فنی مهندسی، علوم پایه و علوم انسانی در مقاطع مخلتف از قبیل کاردانی، کارشناسی، کارشناسی‌ارشد و دکترا و همچنین پژوهشگر پسادکتری دانشجو می‌پذیرد.

این دانشگاه در حال حاضر نزدیک به ۷۵۰۰ دانشجو در مقاطع کارشناسی، کارشناسی ارشد و دکترا که در ۹۰ رشته – گرایش تحصیلی در قالب ۷ دانشکده و ۴۶ گروه آموزشی و تعداد ۵۰۰ هیئت علمی تمام‌وقت به‌عنوان یکی از بزرگ‌ترین و معتبرترین دانشگاه‌های کشور، به فعالیت‌های آموزشی و پژوهشی مشغول می‌باشد. براساس آخرین رتبه‌بندی دانشگاه‌های کشور توسط پایگاه استنادی علوم جهان اسلام (ISC) در سال ۲۰۱۸، دانشگاه شهید مدنی آذربایجان رتبهٔ ۱۶ را در بین دانشگاه‌های جامع کشور کسب نموده‌است.

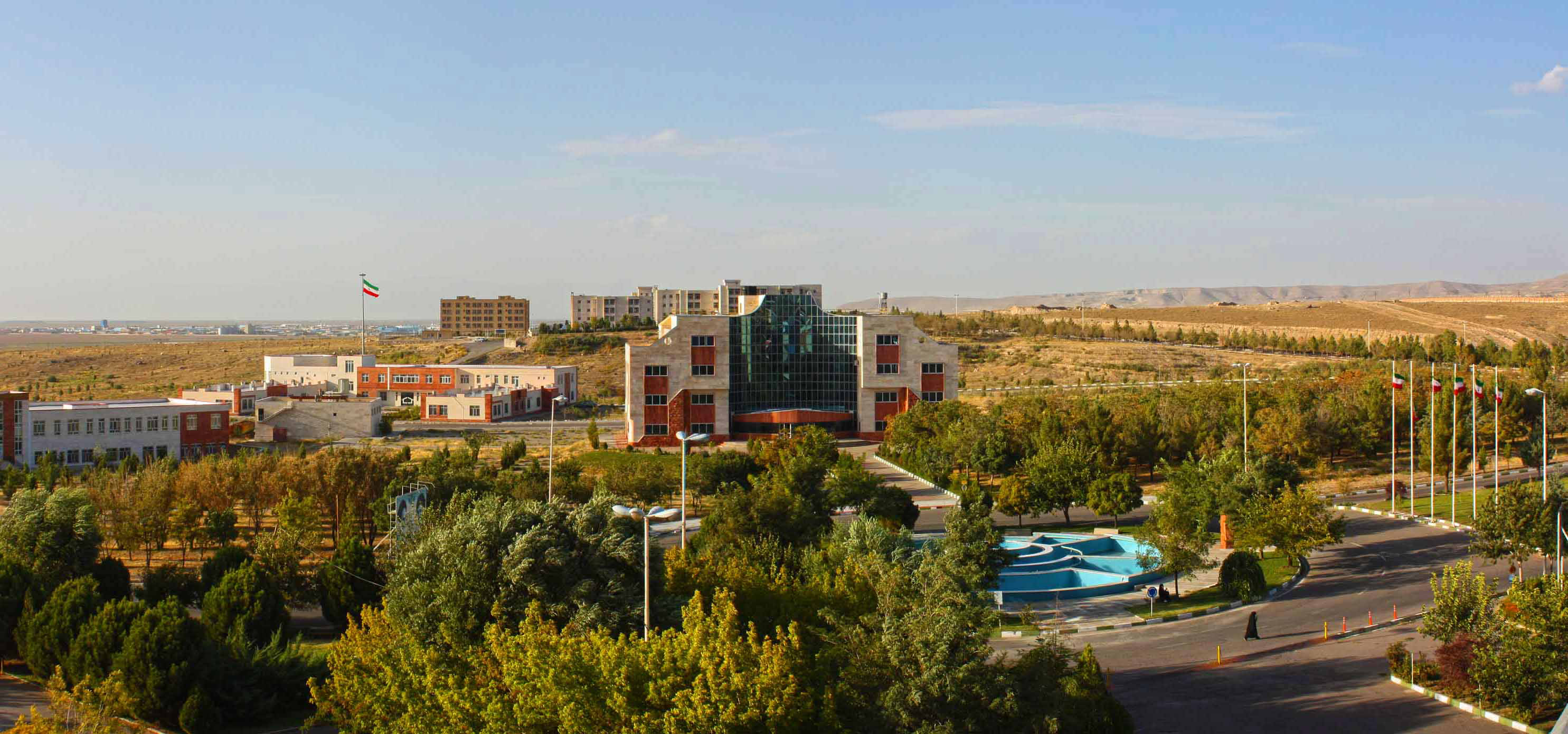
دانشگاه شهید مدنی آذربایجان

## موقعیت مکانی
این دانشگاه در منطقه‌ای به وسعت حدود یک‌هزار هکتار در ۳۵ کیلومتری جادهٔ تبریز – آذرشهر قرار گرفته‌است.

## تاریخچه
دانشگاه شهید مدنی آذربایجان فعالیت‌های آموزشی خود را از سال ۱۳۶۷ با نام دانشگاه تربیت معلم تبریز آغاز نمود. در سال ۱۳۸۰ با توجه به بازنگری کلی در اهداف و نیازهای منطقه به عنوان یک دانشگاه جامع تغییر ماهیت داده و از سال ۱۳۹۱ با نام جدید دانشگاه شهید مدنی آذربایجان، به عنوان دومین دانشگاه جامع استان آذربایجان شرقی، برنامه‌های آموزشی و پژوهشی خود را ادامه می‌دهد.

## رتبه‌بندی گرین متریک در سال ۲۰۲۲
براساس نتایج رتبه‌بندی گرین متریک در سال ۲۰۲۲، جایگاه جهانی دانشگاه شهید مدنی آذربایجان نسبت به سال ۲۰۲۱، ۱۳۵ پله و در بین دانشگاه‌های کشور ۸ پله ارتقا یافت.
دانشگاه شهید مدنی آذربایجان در سال ۲۰۲۲، در بین ۴۵ دانشگاه ایرانی حاضر در این رتبه‌بندی جایگاه ۱۱ و در بین ۱۰۵۰ دانشگاه برتر جهان، رتبه ۴۰۲ جهانی را کسب نموده است. لازم به ذکر است در سال ۲۰۲۱، دانشگاه شهید مدنی آذربایجان در بین ۴۲ دانشگاه ایرانی حاضر در این رتبه بندی جایگاه ۱۹ و در بین دانشگاه‌های جهان رتبه ۵۳۷ را کسب نمود.

## دانشکده‌ها
- دانشکده علوم پایه[۹]
- دانشکده فنی و مهندسی[۱۰]
- دانشکده فناوری اطلاعات و مهندسی کامپیوتر[۱۱]
- دانشکده کشاورزی[۱۲]
- دانشکده ادبیات و علوم انسانی[۱۳]
- دانشکده علوم تربیتی و روان‌شناسی[۱۴]
- دانشکده الهیات[۱۵]

## پردیس‌ها
- پردیس مرکزی (واقع در ۳۵ کیلومتری جاده تبریز - آذرشهر)
- پردیس تبریز (واقع در خیابان ورزش شهر تبریز)

## تغییر نام دانشگاه
نام این دانشگاه تا سال ۱۳۸۰ تربیت معلم تبریز بود و پس از آن به دانشگاه تربیت معلم آذربایجان تغییر کرد.
تلاش‌ها برای تغییر نام دانشگاه همگام با تغییر نام دانشگاه تربیت معلم تهران و تربیت معلم سبزوار ادامه یافت تا سرانجام در ۱۱ بهمن ۱۳۹۰ طبق مصوبه شورای عالی انقلاب فرهنگی نام دانشگاه، به دانشگاه شهید مدنی تغییر کرد. این تغییر نام بلافاصله با نامه اعتراضی هیئت رئیسه دانشگاه در مورد حذف پسوند آذربایجان همراه شد. اندکی بعد دانشجویان این دانشگاه در نامه‌ای سرگشاده به اعضای شورای عالی انقلاب فرهنگی خواستار تجدید نظر در نام انتخابی دانشگاه و افزودن پسوند آذربایجان به آن شدند. این خواسته دانشجویان نیز مورد توجه برخی نمایندگان مجلس شورای اسلامی در تبریز همچون دکتر پزشکیان و دکتر فرهنگی واقع شد. چند روز بعد و در بهار ۱۳۹۱، ۹ نماینده مجلس در نامه‌ای به احمدی‌نژاد، رئیس شورای عالی انقلاب فرهنگی، خواهان تجدید نظر در عنوان انتخابی برای دانشگاه شدند. نهایتاً در مورخه ۵ اردیبهشت ۱۳۹۱، دکتر مخبر دزفولی دبیر شورای عالی انقلاب فرهنگی اعلام کرد نام دانشگاه شهید مدنی به دانشگاه شهید مدنی آذربایجان تغییر یافت.

## سران دانشگاه
- محمدحسین سرورالدین (از ۱۳۷۵ تا ۱۳۷۷)
- محمد آقازاده (از ۱۳۷۷ تا ۱۳۸۵)[۱۸]
- محمدعلی متفکر آزاد (از ۱۳۸۵ تا ۱۳۸۶)
- محمد امین‌فرد (از شهریور ۱۳۸۶ تا ۱۳۸۹)
- میرجلیل اکرمی (از مهر ماه ۱۳۸۹ تا ۱۳۹۳)
- حسن ولی زاده (از خرداد ماه ۱۳۹۳ تا ۱۴۰۱)
- محمد صادقی آزاد[۱۹] (از آذر ماه ۱۴۰۱ تاکنون)

## رویدادها
- طرح توسعه دانشگاه تربیت معلم تبریز (آذر ۱۳۶۷)
- افتتاح خط راه‌آهن دانشگاه – تبریز (شهریور ۱۳۸۵)[۲۰]
- انتشار سه نشریهٔ زنجیره‌ای «گوزه‌نک»، «فرهنگ» و «اولدوز»[۲۱]
  - این نشریات از سوی کانون شعر و ادب دانشگاه منتشر شدند، مسئولین دانشگاه بعد از اطلاع، از انتشار آن جلوگیری کردند. گفته می‌شود انتشار نشریاتی از این دست، یکی از محورهای استیضاح فرجی‌دانا، وزیر علوم، در مردادماه ۱۳۹۳ بوده‌است. علیرضا زاکانی با ابراز تأسف شدید از انتشار چنین نشریاتی، نشریه گوزه‌نک را در جلسهٔ استیضاح در صحن علنی مجلس در دست گرفت و به عنوان سندی به وزیر نشان دادکه تعدادی از دانشجویان دانشگاه از این اقدام زاکانی طی نامه‌ای تشکر کردند.[۲۲]